# Domingo Rodríguez (strzelec)
Domingo Rodríguez Somoza (ur. 4 sierpnia 1885 w Castromonte, zm. 11 marca 1968) – hiszpański strzelec, olimpijczyk.
Brał udział tylko w jednych igrzyskach olimpijskich – miały one miejsce w Antwerpii w 1920 roku. Jego nazwisko widnieje w wynikach ośmiu konkurencji, w tym aż sześciu drużynowych. Najwyższe miejsce (7. pozycja) zajął w drużynowym strzelaniu z karabinu wojskowego leżąc z 300 m. W obydwóch indywidualnych konkurencjach jego wyniki są nieznane.

## Wyniki olimpijskie
| Igrzyska | Konkurencja                                     | Wynik                | Miejsce     | Źródło      |
| -------- | ----------------------------------------------- | -------------------- | ----------- | ----------- |
| IO 1920  | Karabin dowolny, trzy pozycje, 300 m            | Brak danych          | Nieznane    | [ 1 ] [ 2 ] |
| IO 1920  | Karabin dowolny, trzy pozycje, 300 m, drużynowo | 4080 punktów (druż.) | 11 (na 14)  | [ 3 ]       |
| IO 1920  | Karabin wojskowy leżąc, 300 m, drużynowo        | 278 punktów (druż.)  | 7 (na 15)   | [ 4 ]       |
| IO 1920  | Karabin wojskowy leżąc, 600 m, drużynowo        | 253 punkty (druż.)   | 13 (na 14)  | [ 5 ]       |
| IO 1920  | Karabin wojskowy stojąc, 300 m, drużynowo       | 200 punktów (druż.)  | 14T (na 15) | [ 6 ]       |
| IO 1920  | Karabin wojskowy leżąc, 300 i 60 m, drużynowo   | 510 punktów (druż.)  | 12 (na 14)  | [ 7 ]       |
| IO 1920  | Karabin małokalibrowy stojąc, 50 m              | Brak danych          | Nieznane    | [ 8 ]       |
| IO 1920  | Karabin małokalibrowy stojąc, 50 m, drużynowo   | 1753 punkty (druż.)  | 9 (na 10)   | [ 9 ]       |